# 311
| 311                |
| ------------------ |
| Dødsfald - Fødsler |
|                    |

| Gregoriansk kalender | 311 CCCXI               |
| Ab urbe condita      | 1064                    |
| Armensk kalender     | I/T                     |
| Kinesiske kalender   | 3007 – 3008 庚午 – 辛未 |
| Etiopisk kalender    | 303 – 304               |
| Jødisk kalender      | 4071 – 4072             |
| Hindukalendere       |                         |
| - Vikram Samvat      | 366 – 367               |
| - Shaka Samvat       | 233 – 234               |
| - Kali Yuga          | 3412 – 3413             |
| Iransk kalender      | 311 BP – 310 BP         |
| Islamisk kalender    | 321 BH – 320 BH         |

Se også 311 (tal)

## Begivenheder
- 30. april Udstedte den romerske kejser Galerius det toleranceedikt, som traditionelt regnes som afslutningen på kristenforfølgelserne i Romerriget.